# European Payments Alliance
European payments alliance (EuroPA) est un service de paiement pan-européen d'Europe du Sud, construit de la scission de l'European Payments Initiative (EPI).
Le service propose une alternative fédéraliste européenne, concurrente aux acteurs américains, PayPal, Visa et Mastercard, dominants sur le marché mondial.

## Histoire

### Contexte
En 2012, le « projet Monnet », premier projet de carte de paiement européen, initié depuis deux ans, est abandonné,.
En avril 2023, plusieurs établissements représentatifs du système bancaire dans leur pays respectif, quitte l'European Payments Initiative (EPI) et son projet de service Wero, par crainte qu'une nouvelle infrastructure technique rendu nécessaire pour le projet de carte bancaire, nécessite la mise en place de nouveaux terminaux de paiement électronique chez les commerçants, la mise à jour ou le remplacement de distributeurs de billets, comme de l'ensemble des cartes bancaires des clients. À la suite de ces départs, l'EPI abandonne le projet de carte bancaire.
Cette scission mène à la fondation d'une seconde initiative, l'European payments alliance (EuroPA), dans le sud de l'Europe.

### Fondation
Bizum (es), le service de paiement mobile espagnol, SIBS, la société portugaise de services de paiement mobile MB Way (pt), et Bancomat (it) un réseau interbancaire italien, équivalent de Groupement des cartes bancaires signe une lettre d'intention pour créer un partenariat dans le domaine des paiements numériques. Ils se rassemblent pour proposer un service de paiement commun en Espagne, en Italie et au Portugal. Quand l’Europe de l’Ouest développe avec l'European Payments Initiative (Wero), l’Europe du Sud a l’European Payments Alliance (EuroPA),.
En novembre 2024, ils fondent officiellement l'Alliance européenne des paiements (EuroPA), un service de paiements instantanés depuis un mobile depuis Italie, Espagne et Portugal.
Le 31 mars 2025, le regroupement émet les premières transactions transfrontalières instantanées.
En mai 2025, le fournisseur norvégien de services de paiement mobile Vipps (en) et le système de paiement mobile polonais Blik (en) signent une lettre d'intention pour rejoindre l'alliance EuroPA, élargissant ainsi la portée du système interopérable aux utilisateurs au Danemark, en Finlande, en Norvège, en Pologne et en Suède.
En juin 2025, la société grecque DIAS, qui exploite le système de paiement IRIS Payments (el), rejoint EuroPA.
Le 23 juin 2025, l'alliance EuroPA et l'European Payments Initiative annoncent un partenariat visant à améliorer l'interopérabilité des paiements en Europe.